# Peggy Michell
Margaret “Peggy” Amy Michell (de soltera Saunders; 28 de enero de 1905 – 19 de junio de 1941) fue una tenista británica activa en la década de 1920. También es conocida por su nombre de casada, Peggy Saunders-Michell.
Fue educada en St Paul's Girls' School en Londres.
Junto con Phoebe Holcroft, ganó dos títulos consecutivos de dobles femeninos en Wimbledon (1928 y 1929) y el Campeonato Nacional Femenino de los Estados Unidos en 1929.Con la misma compañera, alcanzó la final en el Campeonato de Francia en 1927, en la que fueron derrotadas por Irene Bowder Peacock y Bobbie Heine.
Sus mejores resultados en individuales en un torneo de Grand Slam ocurrieron en 1929, cuando alcanzó la cuarta ronda en Wimbledon y los cuartos de final en el Campeonato de los Estados Unidos, donde perdió contra Elsie Goldsack y Helen Wills, respectivamente. Michell compitió en nueve ediciones de Wimbledon entre 1925 y 1938.
Ganó el título de individuales en el Campeonato Británico de Canchas Cubiertas, jugado en canchas de madera en el Queen's Club de Londres, en 1926 y 1929. En el mismo evento, también ganó el título de dobles desde 1929 hasta 1933, con cuatro parejas diferentes, y el dobles mixto en 1928 y 1929.
Michell formó parte del equipo británico de la Copa Wightman en 1928, 1929 y 1932, y ganó la copa contra Estados Unidos en 1928.

## Fallecimiento
Peggy Saunders-Michell falleció a la edad de 36 años, el 19 de junio de 1941. La causa del fallecimiento fue un evento inusual durante una operación médica, donde el aire ingresó al torrente sanguíneo, lo cual es extremadamente raro. Esta tragedia ocurrió durante su tratamiento para la tuberculosis.

## Finales de Grand Slam

### Dobles (3 títulos, 1 subcampeonato)
| Resultado | Año  | Campeonato                            | Superficie | Compañera     | Contrincantes                     | Puntuación    |
| --------- | ---- | ------------------------------------- | ---------- | ------------- | --------------------------------- | ------------- |
| Derrota   | 1927 | Campeonato Francés                    | Arcilla    | Phoebe Watson | Irene Bowder Peacock Bobbie Heine | 2–6, 1–6      |
| Victoria  | 1928 | Campeonato de Wimbledon               | Césped     | Phoebe Watson | Ermyntrude Harvey Eileen Bennett  | 6–2, 6–3      |
| Victoria  | 1929 | Campeonato de Wimbledon               | Césped     | Phoebe Watson | Phyllis Covell Dorothy Shepherd   | 6–4, 8–6      |
| Victoria  | 1929 | Campeonato Nacional de Estados Unidos | Césped     | Phoebe Watson | Phyllis Covell Dorothy Shepherd   | 2–6, 6–3, 6–4 |